# Abd-al-Aziz ad-Dhilawí
El xa Abd-al-Aziz ad-Dihlawí (Delhi, 1746-1824) fou un teòleg indi, fill del xa Walí-Al·lah ad-Dihlawí.
Va escriure diverses obres teològiques en àrab i persa. Les seves obres principals són, en àrab, Sirr aix-xahadatayn i Aziz al-iqtibàs fi-fadàïl akhyar an-nas i, en persa, Toḥfa-ye eṯnā ʿašarīya, ʿOǰāla-ye nāfeʿa, Bostān al-moḥaddeṯīn i Fatāvā-ye ʿAzīzī.